# Gallinula
Gallinula és un gènere d'ocells de la família dels ràl·lids (Rallidae) que habita gran part del món.

## Taxonomia
Aquest gènere està format per 7 espècies:
- Gallinula tenebrosa - polla endolada.
- Gallinula galeata - polla d'aigua americana.
- Gallinula chloropus - polla d'aigua comuna.
- Gallinula nesiotis - polla de l'illa de Tristan da Cunha.
- Gallinula comeri - polla de Gough.
- Gallinula silvestris - polla de Makira.
- Gallinula pacifica - polla de les Samoa.

Les dues últimes eren antany ubicades a Pareudiastes Hartlaub Finsch, 1871. 

A partir del 2009 el IOC classifica al gènere Tribonyx dues espècies tradicionalment situades a Gallinula. També era antany classificat a Gallinula l'espècie actualment ubicada a Paragallinula.